# 189310 Polydamas
189310 Polydamas este o planetă minoră (asteroid) din Asteroid troian al lui Jupiter. A fost descoperită pe 3 ianuarie 2006 la Observatorio Astronómico Nacional de Llano del Hato⁠(d) de Ignacio Ramón Ferrín Vázquez⁠(d). 
Obiectul prezintă o orbită caracterizată de o semiaxă mare de 5,2755457408378 UAi, o excentricitate de 0,072, o înclinație de 10,5 ° în raport cu ecliptica.